# 莎士比亚另有其人说
莎士比亚另有其人说是威廉·莎士比亚的作品是否出自他人之手的一种假说。其支持者认为，“莎士比亚”不过是一张面具，隐藏在其后面的可能是另一位作者，甚至是多位作者，他们因为各种原因不能用真实的名字展示自己的著作。这个假说引起了公众广泛的讨论，但有一小部分研究莎士比亚的学者和文学史家则认为，该假说不过是对莎士比亚的贬损。
莎士比亚第一次受到质疑是在19世纪中叶。2009年4月，美国最高法院大法官约翰·保罗·史蒂文斯聲稱认为莎士比亚的真实身份是第十七代牛津伯爵爱德华·德·维尔。